# Berkenbosbeek
Berkenbosbeek is een natuurgebied ten oosten van Heusden in de Belgische gemeente Heusden-Zolder. Het ligt ten zuiden van spoorlijn 15 en de steenkoolmijn van Zolder. Ten zuiden en westen ligt het natuurgebied Vallei van de Mangelbeek.
Het 32 ha groot gebied is vernoemd naar de gelijknamige beek die uitmondt op de Mangelbeek en wordt door Natuurpunt beheerd.
Het gebied kent moerassige laagten. Deze zijn ontstaan door de winning van ijzerzandsteen, welke tot 1940 hier plaatsvond. Ook verzakkingen ten gevolge van de instortende gangen van de steenkoolmijn van Zolder leidden tot het ontstaan van moerassige laagten.